# Калфа (Молдова)
Калфа (рум. Calfa) — село в Новоаненском районе Молдавии. Является административным центром коммуны Калфа, включающей также село Новая Калфа.

## История
Остатки поселения Калфа на мысу, образованном берегами озера Бык с севера и реки Бык с востока ( в 4 км от её впадения в Днестр ), а по периметру защищенные валом и рвом, относятся к славянским памятникам Лука-Райковецкой культуры (вторая половина VIII—X в.), когда эта территория входила в состав Первого Болгарского царства. На территории поселения обнаружены остатки двух сыродутных горнов, мельниц, лепной керамики.

## География
Село расположено на высоте 77 метров над уровнем моря.

## Население
По данным переписи населения 2004 года, в селе Калфа проживает 1600 человек (774 мужчины, 826 женщин).
Этнический состав села:
| Национальность | Число жителей | Процентный состав |
| -------------- | ------------- | ----------------- |
| молдаване      | 1537          | 96.06             |
| русские        | 23            | 1.44              |
| румыны         | 23            | 1.44              |
| украинцы       | 8             | 0.5               |
| гагаузы        | 1             | 0.06              |
| болгары        | 1             | 0.06              |
| прочие         | 7             | 0.44              |
| Всего          | 1600          | 100%              |